# 1830년대
1830년대는 1830년부터 1839년까지를 가리킨다.

## 연도별 사건

### 1831년
- 9월 9일 - 교황 그레고리오 16세, 천주교 조선대목구를 설립하였다.

### 1837년
빅토리아 여왕 즉위

### 1839년
- 아편전쟁 발발.